# Lucien Guillemaut

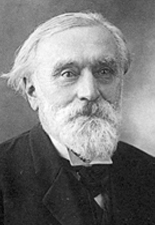
Lucien Guillemaut 1842–1917 auf www.senat.fr

Lucien Alexandre Guillemaut (* 21. August 1842 in Louhans; † 10. April 1917 in Paris) war ein französischer Arzt, Politiker und Lokalhistoriker.

## Biographie
Lucien Guillemaut wurde in Louhans in der Bresse in eine Familie geboren, die politisch engagiert war. Sein Vater und zwei weitere Vorfahren waren bereits Maires der Stadt Louhans. Er wurde Arzt und praktizierte in seiner Vaterstadt.

## Politik
Er wurde 1878 Maire von Louhans und 1880 Generalrat des Kantons Louhans. Unter seiner Führung entstand in Louhans eine neue Volksschule und ein Gymnasium für Mädchen und 1885 das Musée Municipal (Stadtmuseum). 1885 legte er das Amt als Maire nieder. 1884 bis 1898 war er Deputierter, bis er 1898 auf der republikanischen Liste – die sich damals gegen die Reaktionäre stellte, zum Senat gewählt wurde. Er wurde 1900 und 1909 wiedergewählt und starb noch im Amt 1917 in Paris.

## Lokalhistoriker
Lucien Guillemaut war Historiker vor allem für die Bresse und die Bresse louhannaise. Er veröffentlichte mehrere Werke über die Region, insbesondere die Histoire de la Bresse louhannaise in zwei Bänden im Jahre 1911. Bereits 1909 erschien Armoiries et familles nobles de la Bresse louhannaise. Weitere Werke sind:
- Nomenclature des plantes observées aux environs de Louhans, y croissant spontanément, ou très répandues dans les jardins ou cultures, avec l'indication sommaire de leurs principales propriétés et leurs usages, erschienen 1878
- Notes et remarques sur la Bresse louhannaise, esquisse d'une topographie physiologique et médicale de l'arrondissement de Louhans, erschienen 1879
- Faune de la Bresse louhannaise, erschienen 1889
- Dictionnaire patois, ou recueil par ordre alphabétique des mots patois ... les plus usités dans la Bresse Louhannaise, erschienen 1894
- Histoire de la révolution dans le Louhannais (1789- 21 septembre 1792), erschienen 1899 *
- Histoire-album de la Bresse louhannaise:arrondissement de Louhans, Saône-et-Loire depuis les temps les plus anciens jusqu'à nos jours, erschienen 1911

1911 gründete Guillemaut die Société des Amis des Arts et des Sciences de la Bresse louhannaise, die auch heute noch besteht und regelmäßige Bulletins veröffentlicht.

## Ehrungen
Guillemaut wurde 1878 die Médaille d'honneur pour acte de courage et de dévouement verliehen und er war Offizier des Ordre des Palmes Académiques als Auszeichnung für seine Werke. Louhans und Sainte-Croix haben Straßen nach Lucien Guillemaut benannt, in Louhans steht eine Büste von ihm. 2011 fand eine Ausstellung zu Ehren von Lucien Guillemaut statt, verbunden mit dem Verkauf einer Briefmarke, die ihm gewidmet war.